# Třída Sturgeon
Třída Sturgeon byla třída amerických útočných jaderných ponorek z období studené války. Jejich hlavním úkolem bylo ničení sovětských ponorek, byly ale používány i k dalším úkolům, například ke špionáži. Byly to lodě tiché, vybavené výkonným sonarem, schopné ponorů do značných hloubek a díky hydrodynamicky vhodně tvarovanému trupu dosahovaly vysoké rychlosti při plavbě pod hladinou. V letech 1963–1975 bylo postaveno celkem 37 ponorek této třídy, které Američané provozovali v letech 1967–2004.

## Stavba
Celkem bylo postaveno 37 ponorek této třídy. Na stavbě se podílely loděnice General Dynamics Electric Boat Division v Grotonu (13 ks), Newport News Shipbuilding v Newport News (9 ks), Ingalls Shipbuilding v Pascagoule (6 ks), Mare Island Naval Shipyard ve Vallejo (5 ks), Portsmouth Naval Shipyard v Kittery (2 ks), New York Shipbuilding v Camdenu (1 ks) a General Dynamics Quincy Shipbuilding Division v Quincy (1 ks).
Jednotky třídy Sturgeon:
| Jméno                                      | Založení kýlu            | Loděnice | Spuštěna           | Vstup do služby   | Status         |
| ------------------------------------------ | ------------------------ | -------- | ------------------ | ----------------- | -------------- |
| USS Sturgeon (SSN-637)                     | General Dynamics, Groton | 1963     | 26. února 1966     | 3. března 1967    | Vyřazena 1994. |
| USS Whale (SSN-638)                        | General Dynamics, Groton | 1964     | 14. října 1966     | 12. října 1968    | Vyřazena 1996. |
| USS Tautog (SSN-639)                       | Ingalls SB               | 1964     | 15. dubna 1967     | 17. srpna 1968    | Vyřazena 1997. |
| USS Grayling (SSN-646)                     | Portsmouth Naval SY      | 1964     | 22. června 1967    | 11. října 1969    | Vyřazena 1997. |
| USS Pogy (SSN-647)                         | New York SB              | 1964     | 3. června 1967     | 15. května 1971   | Vyřazena 1999. |
| USS Aspro (SSN-648)                        | Ingalls SB               | 1964     | 29. listopadu 1967 | 20. února 1969    | Vyřazena 1995. |
| USS Sunfish (SSN-649)                      | General Dynamics, Quincy | 1965     | 14. října 1966     | 15. března 1969   | Vyřazena 1997. |
| USS Pargo (SSN-650)                        | General Dynamics, Groton | 1964     | 17. září 1966      | 5. ledna 1968     | Vyřazena 1995. |
| USS Queenfish (SSN-651)                    | Newport News SB          | 1964     | 25. února 1966     | 6. prosince 1966  | Vyřazena 1992. |
| USS Puffer (SSN-652)                       | Ingalls SB               | 1965     | 30. března 1968    | 9. srpna 1969     | Vyřazena 1996. |
| USS Ray (SSN-653)                          | Newport News SB          | 1965     | 21. června 1966    | 12. dubna 1967    | Vyřazena 1993. |
| USS Sand Lance (SSN-660)                   | Portsmouth Naval SY      | 1967     | 11. listopadu 1969 | 25. září 1971     | Vyřazena 1998. |
| USS Lapon (SSN-661)                        | Newport News SB          | 1965     | 16. prosince 1966  | 14. prosince 1967 | Vyřazena 1992. |
| USS Gurnard (SSN-662)                      | Mare Island Naval SY     | 1964     | 20. května 1967    | 6. prosince 1968  | Vyřazena 1995. |
| USS Hammerhead (SSN-663)                   | Newport News SB          | 1965     | 14. dubna 1967     | 28. června 1968   | Vyřazena 1995. |
| USS Sea Devil (SSN-664)                    | Newport News SB          | 1966     | 5. října 1967      | 30. ledna 1969    | Vyřazena 1991. |
| USS Guitarro (SSN-665)                     | Mare Island Naval SY     | 1965     | 27. července 1968  | 9. září 1972      | Vyřazena 1992. |
| USS Hawkbill (SSN-666)                     | Mare Island Naval SY     | 1966     | 12. dubna 1969     | 4. února 1971     | Vyřazena 2000. |
| USS Bergall (SSN-667)                      | General Dynamics, Groton | 1966     | 17. února 1968     | 13. ledna 1969    | Vyřazena 1996. |
| USS Spadefish (SSN-668)                    | Newport News SB          | 1966     | 15. května 1968    | 14. srpna 1969    | Vyřazena 1997. |
| USS Seahorse (SSN-669)                     | General Dynamics, Groton | 1966     | 15. června 1968    | 19. září 1969     | Vyřazena 1995. |
| USS Finback (SSN-670)                      | Newport News SB          | 1967     | 7. prosince 1968   | 4. února 1970     | Vyřazena 1997. |
| USS Pintado (SSN-672)                      | Mare Island Naval SY     | 1967     | 16. srpna 1969     | 11. září 1971     | Vyřazena 1998. |
| USS Flying Fish (SSN-673)                  | General Dynamics, Groton | 1967     | 17. května 1969    | 29. dubna 1970    | Vyřazena 1996. |
| USS Trepang (SSN-674)                      | General Dynamics, Groton | 1967     | 27. září 1969      | 14. srpna 1970    | Vyřazena 1999. |
| USS Bluefish (SSN-675)                     | General Dynamics, Groton | 1968     | 10. ledna 1970     | 8. ledna 1971     | Vyřazena 1996. |
| USS Billfish (SSN-676)                     | General Dynamics, Groton | 1968     | 1. května 1970     | 12. března 1971   | Vyřazena 1999. |
| USS Drum (SSN-677)                         | Mare Island Naval SY     | 1968     | 23. května 1970    | 15. dubna 1972    | Vyřazena 1995. |
| USS Archerfish (SSN-678)                   | General Dynamics, Groton | 1969     | 16. ledna 1971     | 17. prosince 1971 | Vyřazena 1998. |
| USS Silversides (SSN-679)                  | General Dynamics, Groton | 1969     | 4. června 1971     | 5. května 1972    | Vyřazena 1994. |
| USS William H. Bates (SSN-680, ex Redfish) | Ingalls SB               | 1969     | 11. prosince 1975  | 5. května 1973    | Vyřazena 2000. |
| USS Batfish (SSN-681)                      | General Dynamics, Groton | 1970     | 9. října 1971      | 1. září 1972      | Vyřazena 1999. |
| USS Tunny (SSN-682)                        | Ingalls SB               | 1970     | 10. června 1972    | 26. ledna 1974    | Vyřazena 1998. |
| USS Parche (SSN-683)                       | Ingalls SB               | 1970     | 13. ledna 1973     | 17. srpna 1974    | Vyřazena 2004. |
| USS Cavalla (SSN-684)                      | General Dynamics, Groton | 1970     | 19. února 1972     | 9. února 1973     | Vyřazena 1998. |
| USS L. Mendel Rivers (SSN-686)             | Newport News SB          | 1971     | 2. června 1973     | 1. února 1975     | Vyřazena 2001. |
| USS Richard B. Russell (SSN-687)           | Newport News SB          | 1971     | 12. ledna 1974     | 16. srpna 1975    | Vyřazena 1994. |

## Konstrukce

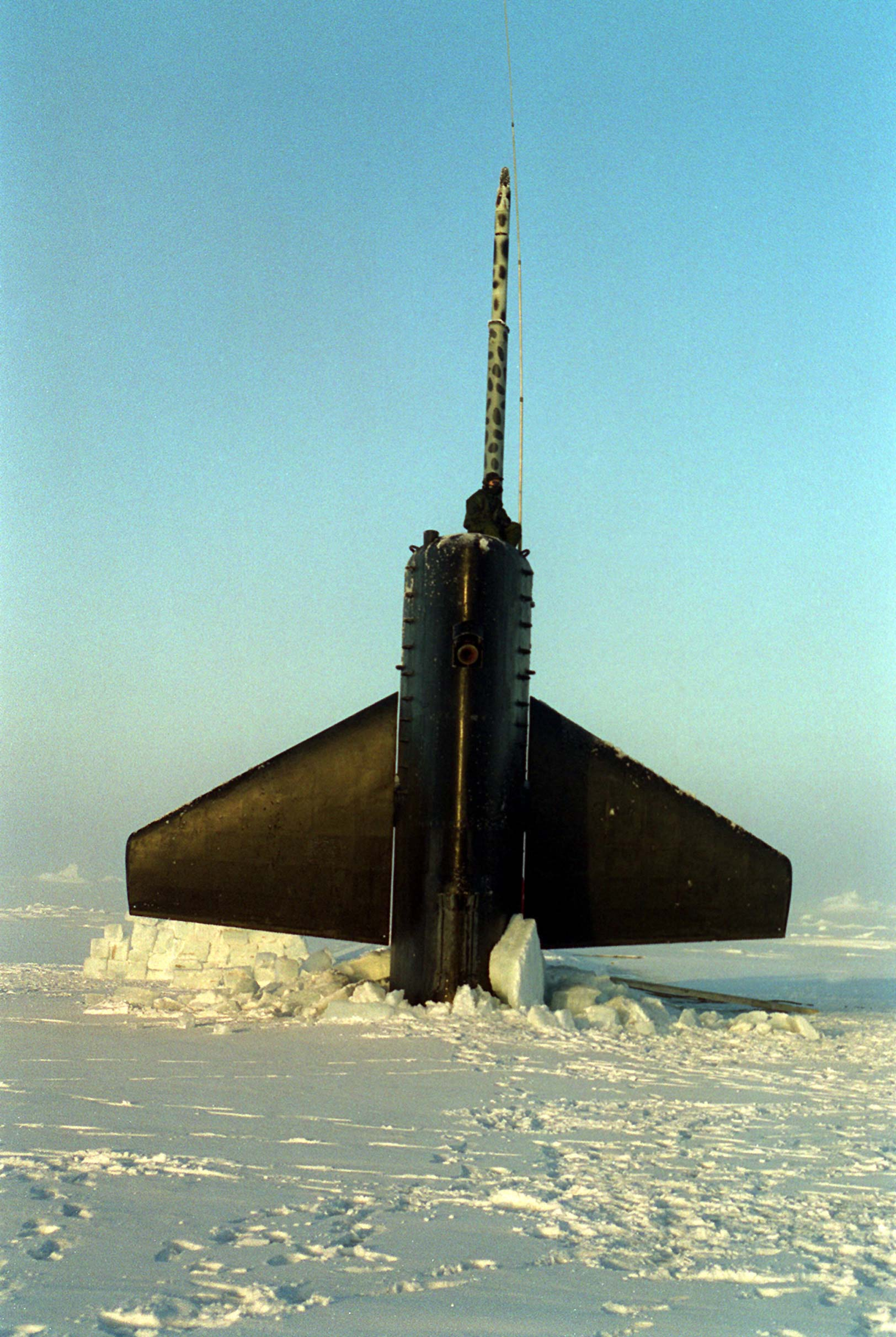
Pogy (SSN-647) po vynoření skrze led

V přídi byl umístěn výkonný sonar typu BQQ-3 (později BQQ-5). Vynutil si přemístění torpédometů do střední části trupu. Výzbroj představovaly čtyři 533mm torpédomety, pro které mohlo být neseno až 23 dlouhých zbraní. Z torpédometů mohla být vypouštěna torpéda, protiponorkové střely UUM-44 SUBROC, protilodní střely UGM-84 Harpoon (od konce 70. let), střely s plochou dráhou letu BGM-109 Tomahawk, torpédo s jadernou hlavicí Mk.45 Astor či námořní miny. Pohonný systém odpovídal předchozí třídě. Značný důraz byl kladen na tichost a obtížnou zjistitelnost ponorky při plavbě pod hladinou. Ponorky poháněl jeden jaderný reaktor Westinghouse S5W a dvě sady turbín General Electric (nebo De Laval) o výkonu 15 000 hp. Nejvyšší rychlost dosahovala patnáct uzlů na hladině a 26 uzlů pod hladinou. Dosah byl omezený jen množstvím nesených zásob. Operační hloubka ponoru dosahovala 400 metrů.

### Modifikace
Osm ponorek, Archerfish počínaje, mělo o tři metry prodloužený trup. V osmdesátých letech bylo šest ponorek upraveno pro nesení zařízení SEAL Dry Deck Shelter (DDS), sloužící k výsadku žabích mužů a jejich vybavení z ponořené ponorky. Mimo jiné to byly plavebné dopravní prostředky Swimmer Delivery Vehicle (SDV) ve verzích Mk.8 a mk.9. V přední části bylo rovněž vybaveno dekompresní komorou. Zařízení DDS bylo umístěno na hřbetě ponorky za věží.

#### Špionážní ponorkaParche

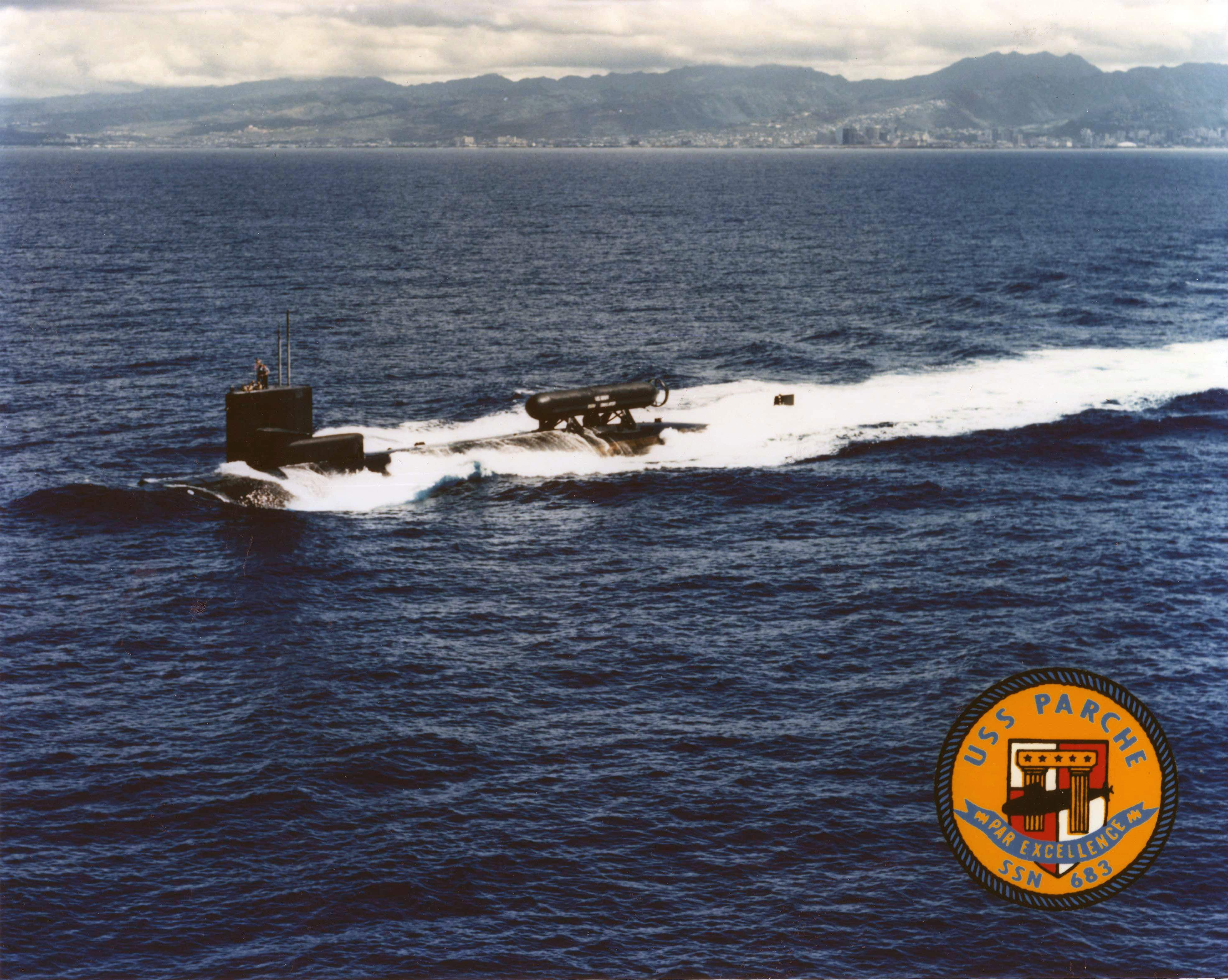
Parche byla upravena pro plnění špionážních úkolů

Ponorka  USS Parche v loděnici Mare Island Naval Shipyard prodělala přestavbu na špionážní ponorku. Mezi její hlavní úkoly pravděpodobně patřilo odposlouchávání sovětských podmořských kabelů. Práce byly dokončeny roku 1978. Nad zadní únikový poklop byla umístěna maketa hlubokomořského záchranného plavidla, pojmenovaná DSRV simulator. Obsahovala mimo jiné dodatečné ubikace pro speciální personál a přetlakovou komoru pro potápěče. Pocházelo z vyřazené špionážní ponorky USS Halibut. Pro přesné manévrování byla instalována dokormidlovací zařízení, ližiny pod trupem umožňovaly bezpečné dosednutí na mořské dno. Vypouštět mohla různé podmořské sondy.
V letech 1987–1990 ponorka prošla modernizací spojenou s výměnou paliva. Nejviditelnější tehdejší změnou bylo prodloužení trupu ponorky o 30 metrů, a to na přídi před velitelskou věží. Přesný obsah této sekce zůstal utajen. Dle odborníků byly její součástí ubikace a přetlaková komora pro potápěče, což umožnilo odstranění modulu DSRV simulator. Součástí sekce byl i zatopitelný dok přístupný zespodu. Vypouštěny mohly být specializované sonary, drony, nebo miniponorky. Parche byla ze služby vyřazena jako americká ponorka s největším množstvím vyznamenání v historii. Její věž byla vystavena v Bremertonu ve státě Washington.